# Európai vadszamár
Az európai vadszamár (Equus hemionus hydruntinus) egy kihalt lóféle, mely a középső pleisztocén és a holocén között élt Eurázsia nyugati részén. A legősibb fosszíliái 350-300 ezer évesek. A késő pleisztocénben a Közel-Kelettől Európáig volt elterjedve, különösen a Földközi-tenger térségében, ahonnan Szicíliából, Törökországból, Spanyolországból, Franciaországból és Portugáliából kerültek elő leletei. Elterjedési területe keleten legalább a Volgáig és Iránig húzódott. Északon majdnem az Északi-tengerig fordult elő, a mai Németország és a Brit-szigetek területén. Elterjedési területe az utolsó eljegesedés után feldarabolódott, ezen populációi a holocénig fennmaradtak, amikor az elterjedése tovább zsugorodott. A bronzkorban Dél-Európa kisebb területein tartott ki az állománya, a vaskorban pedig már Iránban és a Kaukázusban volt megtalálható. Felmerült annak a lehetősége, hogy az Ibériai-félszigeten élt Zebro, mely a 16. században halt ki, az európai vadszamár egyik utolsó állománya lehetett, bár a "zebro" és "cebro" elnevezések a latin equiferus kifejezésből erednek, melynek szószerinti jelentése 'vadló'. Későbbi kutatások viszont úgy ítélték meg, hogy valószínűtlen a vadszamarak hajdani jelenléte az Ibériai-félszigeten a kőrézkoron túl.
Morfológiai értelemben megkülönböztethető az afrikai és ázsiai vadszamaraktól, különösen az őrlőfogai és a viszonylag rövid orrlyukai révén. A pontos rokonsági helyzete korábban nem volt tisztázott, de a morfológiai és genetikai elemzések azt mutatják, hogy közeli rokona volt az ázsiai vadszamárnak. Egy 2017-es genetikai vizsgálat kimutatta, hogy az ázsiai vadszamár alfaja volt és ezenfelül közelebbi rokona volt az indiai alfajnak, mint az iráninak.

## Ökológiája
A rendelkezésre álló bizonyítékok azt mutatják, hogy az európai vadszamár a félszáraz, sztyeppei környezetet részesítette előnyben, habár mérsékelt vagy hideg körülmények között is meg volt található. Lehetséges, hogy a pleisztocéni Európa leghidegebb időszakaiban dél felé, melegebb élőhelyekre vonult, de a viszonylag rövid pofa a hideghez való alkalmazkodásra utal. A nyílt biotópokat kedvelte, a cserjések és gyepek között. Úgy gondolják, hogy az élőhelyét megoszthatta olyan fajokkal, mint amilyen például a gyapjas orrszarvú. Ökológiai szempontból fontos része lehetett a Mamut-sztyeppén, ahol olyan fülkét tölthetett be, amilyet zebra az afrikai szavannán.

## Képek
|  |  |  |  |  |

## Fordítás
- Ez a szócikk részben vagy egészben  az   European wild ass című angol Wikipédia-szócikk fordításán alapul.  Az eredeti cikk szerkesztőit annak laptörténete sorolja fel. Ez a jelzés csupán a megfogalmazás eredetét és a szerzői jogokat jelzi, nem szolgál a cikkben szereplő információk forrásmegjelöléseként.